# Gårtjärnen, Lappland
Gårtjärnen är en sjö i Åsele kommun i Lappland och ingår i Gideälvens huvudavrinningsområde.
Sjön ligger i naturreservatet Rötjärnberget.